# Fortiforceps
Fortiforceps is een geslacht van uitgestorven megacheiranide geleedpotigen, bekend uit de Chengjiang-biota uit het Cambrium van Yunnan, China. Het werd oorspronkelijk beschreven in 1997 door Hou en Bergström en opnieuw beschreven in 2020. Het was relatief klein, vier centimeter of minder lang. Het hoofd heeft een groot paar gesteelde ogen, een paar frontale uitsteeksels, evenals een paar grote aanhangsels, zoals andere megacheiraniden, samen met twee andere kopaanhangsels. De stam heeft twintig of tweeëntwintig segmenten, afhankelijk van het exemplaar. Deze segmenten hebben uitgesproken mesachtige stekels aan hun boven-buitenrand. Elk van de rompsegmenten (afgezien van het laatste, typisch twintigste segment) wordt geassocieerd met paren birameuze ledematen, die waarschijnlijk zeven podomeren hebben en net als andere megacheiraniden peddelvormige exopoden hebben. De stam eindigt met een gevorkt staartstuk, dat aan de buitenranden staafachtige structuren had. De twee lobben werden gescheiden door een rechthoekig middenstuk. Het is geplaatst als een lid van de familie Jiangfengiidae, naast Jianfengia, Sklerolibyon en mogelijk Parapeytoia.
De typesoort is Fortiforceps foliosa. De geslachtsnaam betekent 'krachtige tang'. De soortaanduiding betekent 'met bladeren'.